# ヴェルゼーニス
ヴェルゼーニス（伊: Verzegnis）は、イタリア共和国フリウリ＝ヴェネツィア・ジュリア州ウーディネ県にある、人口約800人の基礎自治体（コムーネ）。

## 地理

### 位置・広がり

#### 隣接コムーネ
隣接するコムーネは以下の通り。括弧内のPNはポルデノーネ県所属を示す。
- カヴァッツォ・カルニコ
- エネモンツォ
- プレオーネ
- トルメッツォ
- トラモンティ・ディ・ソット (PN)
- ヴィッラ・サンティーナ
- ヴィート・ダージオ (PN)

### 気候分類・地震分類
ヴェルゼーニスにおけるイタリアの気候分類 (it) および度日は、zona F, 3192 GGである。
また、イタリアの地震リスク階級 (it) では、zona 2 (sismicità media) に分類される。

## 行政

### 分離集落
ヴェルゼーニスには、以下の分離集落（フラツィオーネ）がある。
- Chiaicis, Chiaulis (sede comunale), Intissans, Villa